# Erik Mongrain
Erik Mongrain (Montreal, 12 april 1980) is een Canadees componist en gitarist.

## Discografie
- Equilibrium (2008)
- Fates (2006)
- Un paradis quelque part (2005)
- Les pourris de talent (2005)